# Macabra – Die Hand des Teufels
Macabra – Die Hand des Teufels (Originaltitel Demonoid: Messenger of Death) ist ein mexikanisch-US-amerikanischer Horrorfilm aus dem Jahr 1981 von Alfredo Zacarías, der außerdem für das Drehbuch und gemeinsam mit seinem Vater Miguel Zacarías für die Produktion verantwortlich war.

## Handlung
Der US-amerikanische Geschäftsmann Mark Baines hat in Mexiko eine Silbermine erworben. Allerdings entpuppt es sich für ihn als sehr schwierig, Bergleute zu finden. Die heimische Bevölkerung lehnt die Arbeit ab, da sie behaupten, ein verfluchter, dämonischer Gegenstand, die Hand des Teufels, würde sich im inneren der Mine befinden. Als erfahrener Geschäftsmann mit der einzigen Intention sein Vermögen zu mehren, schenkt er diesen Gerüchten keine Beachtung. Während er mit seiner Frau Jennifer Baines selber die Minen erkundet, stößt er auf eine alte Grabkammer innerhalb der Mine, wo er eine altertümliche Schatulle borgen kann. Diese beherbergt das von den mexikanischen Einwohnern als Hand des Teufels bezeichnete Heiligtum eines Jahrhunderte alten Satanskults. Im Hotel der beiden öffnet er schließlich die Schatulle. Dabei entkommt die Hand des Teufels und übernimmt die Kontrolle über Mark. Dieser verfällt schon bald in Wahnsinn und lockt unter falschen Vorwand die Minenarbeiter in die Minen und tötet alle durch eine Explosion.
Später ist er in Las Vegas und gewinnt dank der teuflischen Hand ein Spiel nach dem anderen. Nachdem man ihn des Betruges bezichtigt, tötet er seine Ankläger Frankie und Angela, kommt dabei wieder zu Sinne und versucht sich von seiner linken, verteufelten Hand zu trennen. Dabei kommt er im Feuer ums Leben. Derweil findet die Hand über weitere Wirte, die jedes Mal den Tod finden, den Weg zu Jennifer, die die Hand ebenfalls tot sehen will. Sie sucht Hilfe bei dem Pfarrer Cunningham. Nachdem die beiden erkennen, dass eine Flucht zwecklos ist, stellen sie sich der Hand in einer Kirche zum finalen Kampf.
Durch einen Trick kann die Hand nun Besitz von Cunningham ergreifen und will Jennifer töten. Diese schafft es, dass Cunningham nicht sie, sondern seine linke Hand, die verteufelt ist, mit einem Messer zu durchdringen. Mit einem Bunsenbrenner schaffen sie es, die Hand abzutrennen und versinken sie im Meer. Daraufhin trennen sich die Wege des Pfarrers und Jennifers. Später ist Jennifer in ihrem Haus zu sehen. Dabei fällt ihr auf, dass sich überall in dem Haus kleine Pfützen gebildet haben und sogar Seetang zu finden ist. Ein Kurier überbringt ihr schließlich ein Paket, in dem sie nur eine schwarze Kerze und Seetang findet. Plötzlich erscheint aus dem Waschbecken die vermeintlich vernichtete Hand und zerrt der Frau bestialisch an den Haaren. Nur in der US-amerikanischen Filmfassung ist final zu sehen, wie die Hand ihren Kopf durch einen Glastisch schlägt und sie letztendlich auch töten kann.

## Hintergrund
Vom Film existiert eine internationale und eine US-amerikanische Filmfassung. Die beiden Fassungen unterscheiden sich in der abweichenden Filmmusik sowie dem Filmschnitt. So liegt der Fokus der US-amerikanischen Filmfassung weniger auf Dialoge, sondern auf Actionszenen. Für die internationale Filmfassung wurden wiederum die Dialogszenen gestreckt. Außerdem gibt es in der US-amerikanischen Filmfassung eine Post-Credit-Szene in der aufgeklärt wird, woher die Hand stammt. Die Hand gehörte einst einer jungen Frau, die Opfer eines satanistischen Opferkults wurde, in der ihr erst die Hand abgeschlagen wurde, bevor das Ritual in Flammen aufging.
Auf DVD erschien im deutschsprachige Raum eine 85-minütige Fassung.

## Rezeption
„Eine aus einer mexikanischen Silbermine stammende alte Teufelskult-Reliquie bringt Verderben und Tod über mehrere hundert Menschen. Dilettantischer Horrorfilm.“

Der Film erhielt überwiegend durchschnittliche bis schlechte Bewertungen. Auf Rotten Tomatoes hat der Film einen Anteil von 26 % positiver Bewertungen bei über 100 Bewertungen beim Publikum. Bei Moviepilot hat er 4,4 von 10 möglichen Punkten, bei der Internet Movie Database eine Wertung von 4,7 von möglichen 10 Sternen bei über 1700 Abstimmungen (Stand November 2023).
Der Film wurde am 9. April 2021 auf Tele 5 als Teil des Sendeformats Die schlechtesten Filme aller Zeiten ausgestrahlt.